# Luigi Ambrosi
Luigi Ambrosi (chinesisch 盎神父, Pinyin Àng Shénfu, Jyutping Ong3 San4fu2 – „Pater Ambrosi“, * 1819 in Soave, Provinz Verona; † 10. März 1867 in Hongkong) war ein italienischer römisch-katholischer Geistlicher und Apostolischer Präfekt von Hongkong.

## Leben
Luigi Ambrosi studierte Philosophie und Katholische Theologie in Rom. Nach der Priesterweihe war Ambrosi für ein Jahr als Pfarrvikar in Soave tätig, bevor er sich entschloss, Missionar zu werden. Er stellte sich der Kongregation De Propaganda Fide zur Verfügung, die ihn 1845 nach Hongkong entsandte. Dort wirkte Ambrosi als Vize-Prokurator der Kongregation De Propaganda Fide.
Am 20. Juni 1855 ernannte ihn Papst Pius IX. zum Apostolischen Präfekten von Hongkong. Zudem wurde Luigi Ambrosi Generalprokurator der Kongregation De Propaganda Fide in China.